# Henry Paul Edmond Caron
[
Pour les articles homonymes, voir Caron.
Henry Paul Edmond Caron, né à Abbeville le 9 mai 1860, et mort à Paris 14e le 29 septembre 1941, est un peintre picard.

## Biographie
Henry Caron, né le 9 mai 1860 à Abbeville, est le fils d'un directeur d'école. Il exerce deux activités simultanément au cours de sa vie, d'un côté gestionnaire de l'assistance publique et de l'autre artiste peintre. Le 18 mai 1894, il épouse à Paris dans le 5e arrondissement, Marie Zélie Pelisse (1872-1959) avec laquelle il a 4 enfants. Il meurt le 29 septembre 1941 à Paris.

### Carrière administrative
Il est économe de la maison des ménages à Issy-les-Moulineaux en 1893, puis directeur de la clinique Tarnier en 1898. Après un passage à l'hôpital Saint-Louis, il exerce ensuite au sanatorium d'Hendaye et prend sa retraite de la fonction publique en 1913.

### Carrière artistique
D'abord l'élève de Jules-Désiré Caudron à Abbeville, il devient celui de son fils Eugène à Paris. Il suit ensuite les cours de Raphaël Collin à l'Académie Colarossi, puis est élève de William Bouguereau et Cartier.
Il devient sociétaire permanent des artistes français en 1894.
Exposant régulièrement au salon depuis 1888, il obtient une mention honorable en 1904.

## Expositions
- 1888: Salon des artistes français, no 499 Matinée d'Août à Cayeux-sur-Mer
- 1890: Salon des artistes français, no 449 L'Approche d'un grain dans la baie de Somme
- 1892: Salon des artistes français, no 353 Marée d'équinoxe dans la Manche
- 1894: Salon des artistes français, no 375 Matinée d'octobre
- 1896: Salon des artistes français, no 398 Un parc abandonné, à Issy
- 1898: Salon des artistes français, no 389 Dans le détroit du Pas-de-Calais
- 1899: Salon des artistes français, no 372 Porche de l'église de Saint-Germain-l'Auxerrois
- 1904: Salon des artistes français, no 201 La Gironde à Royan, mention honorable
- 1905: Salon des artistes français, no 352 Le promenoir des malades ; no 353 Le matin au Tréport
- 1906: Salon des artistes français, no 317 Les bords de la Bresle par un temps d'orage ; no 318 Mouettes et bateaux de pêche par un temps calme
- 1907: Salon des artistes français, no 316 Souvenir de la Vendée
- 1909: Salon des artistes français, no 343 La maison rouge
- 1910: Salon des artistes français, no 390 Vers le large
- 1918: Exposition au profit des œuvres de guerre: no 97 sur la console[7]
- 1931: Salon des artistes français, no 431 Le chenal et la grande balise à Loctudy ; no 432 Sur la grève à Berck-sur-Mer
- 1938: Salon des artistes français, no 306 En route vers le large quand la mer est calme

## Collections publiques
- Musée Carnavalet (Paris) : Le pavillon des jardins de l'hôpital saint-Louis[8]
- Musée Boucher-de-Perthes (Abbeville) : Matinée d'Août à Cayeux-sur-mer
- Légation de France à Nankin : Sur la plage de Berck[9]